# RAF–2203 Latvija
A RAF–2203 Latvija a Szovjetunióban, majd később Lettországban a Rigai Autóbuszgyár (RAF) által 1976–1997 között gyártott mikrobusz. A sorozatgyártás csúcspontján, az 1980-as években átlagosan évi 15–17 ezer darabot gyártottak belőle Jelgavában. A Szovjetunióban igen elterjedten használták mint iránytaxit és mentőgépkocsi, de más szocialista országokban is népszerű volt. Magyarországon főként vállalatok, termelőszövetkezetek használták utasszállításra.

## Története

### Előzmények
A Rigai Autóbuszgyárban az 1960-as évek elején merült fel egy új mikrobusz kifejlesztése a régi RAF–977 leváltására. A RAF–982-es jelzésű új jármű tervezése 1963-ban kezdődött el a RAF-nál. A fejlesztés irányát jelentősen meghatározta az a körülmény, hogy műanyag karosszériát szántak az új modellnek.
Az 1960-as évek elején jelentős fejlesztéseket hajtottak végre a szovjet vegyiparban, melynek eredményeként új műanyagfajták gyártása kezdődött el. A megjelent új műanyagoknak köszönhetően a RAF–982-nél az üvegszál-erősítésű műanyagok széles körű alkalmazását tervezték. A RAF tervezőcsoportját V. Sils vezette, míg a műanyagokkal kapcsolatos munkát végző vegyész-csoport A. Roskalņš vezetésével dolgozott.
1964-ben azonban megakadt a program. Egyrészt Hruscsov távozása miatt az addig jelentős politikai támogatást élvező vegyipari projektek háttérbe szorultak. A másik jelentős körülmény pedig a prototípus balesete volt. Az üvegszál-erősítésű műanyag karosszériás RAF–982-es egyetlen elkészült prototípusa egy moszkvai bemutatóról a Rigába történő visszatérés során balesetet szenvedett és az utasok súlyos sérüléseket szenvedtek. Ezzel a RAF-nál végleg lekerült a napirendről a műanyag karosszériás mikrobusz ötlete.
Az üvegszál-erősítésű műanyaggal folytatott kitérőt követően, 1965-ben a RAF-nál egy fémépítésű mikrobusz kifejlesztését határozták el. Az új jármű tervezését két csoport kezdte el párhuzamosan 1965-ben. Mindegyik csoportnak két prototípust kellett elkészítenie a saját modelljéből.

### Prototípusok
Az A. Meizis vezette fejlesztő csoport egy konzervatív, 12 személyes jármű terveit készítette el, amelyhez a GAZ–21 Volga személygépkocsi motorja szolgált erőforrásul. RAF–982–I Ciklon jelzésű, félcsőrös kialakítású prototípus külsőre erősen emlékeztetett a Ford Transit akkori modelljére. A masszív felépítésű járműben a vezető és az elülső utas a mellső tengely mögött foglalt helyet. Ezzel csökkentették a mellső tengely terhelését, mely a korábbi RAF-modelleknél mindig problémát jelentett, a félcsőrös kialakítás pedig kellő védelmet adott ütközésnél és jó hozzáférhetőséget biztosított az orrban elhelyezett motorhoz. A formatervet a RAF szakemberei készítették el, míg az utastér kialakításában a moszkvai NAMI munkatársai is részt vettek. A viszonylag nehéz mikrobuszhoz a GAZ–21 motorja gyengének bizonyult, ezért a második prototípus-példányba már az akkor újonnan megjelent GAZ–24 Volga nagyobb teljesítményű motorját építették be.
A másik tervezőcsoport A. Bergs irányította, de a munkában részt vett Artūrs Eiserts képzőművész is, aki a jármű formatervét készítette. A csoport egy, az akkori időben futurisztikus kinézetűnek számító mikrobuszt tervezett. A RAF–982–II Opitnij jelzésű mikrobusz szintén a GAZ–21 motorját kapta. A tágas, könnyed formájú karosszéria konstrukciós hátránya volt a gyengén védett elülső ülések, mely frontális ütközésnél veszélyt jelentett. A prototípus csak 1968-ra készült el. A próbák során kiderült, hogy rossz a jármű súlyeloszlása, a mellső tengely túlterhelt. A 12 személyes RAF–982–I 12 fős utasférőhelyével szemben a II-es típus csak 11 utas szállítására alkalmas.
1968-ban mindkét járművet Moszkvába vitték és bemutatták a Járműipari Minisztériumban. Az illetékes intézményközi állami bizottság az elsőként elkészült, RAF–982–I jelzésű prototípust hagyta jóvá és sorozatgyártásra alkalmasnak minősítette.
A RAF akkor igazgatója, Ilja Ivanovics Poznyak elégedtlen volt ezzel a döntéssel. Ő a II-es modell gyártását támogatta, melyet sokkal perspektivikusnak tartott. Ezért erős lobbitevékenységbe kezdett a moszkvai illetékeseknél a döntés megváltoztatása érdekében.

### Sorozatgyártás
A sorozatgyártás előkészítéseként már 1969-ben elkezdték a RAF új összeszerelő üzemének építését Jelgavában. 1974-ben készült egy kisebb előszéria, amelynek a járműveit kiállították a népgazdasági kiállításon (VDNH) rendezett 50 éves jubileumi szovjet autóipari kiállításon. 1975 decemberében készült el az első sorozatgyártású példány, majd 1976 februárjában indult el a nagy sorozatú gyártás az új jelgavai összeszerelő üzemben.
A sorozatgyártás során folyamatosan kisebb módosításokon esett át a modell, emellett több speciális kivitelő jármű fejlesztése is folyt. 1977-ben a Latvijákba a GAZ–24 Volga műszerfala került. Majd az 1980-as években egyre több más részegység, pl. lámpák és fényszórók kerültek a Latvijákra a Volgából. Ekkor kerültek méretjelző lámpák a jármű tetejére.
1987-ben nagyobb modernizáláson esett át a modell. A RAF–22038 jelzéssel gyártott modellnél módosították a karosszéria orr részét, ennek során új hűtőmaszkot kapott. A korábbi motort GAZ–24–10-es típusúra cserélték és az első két kerék tárcsafékeket kapott.
1990-ben újabb kisebb átalakításon esett át a jármű. Átalakították az utasterét, a csomagtér csökkentésével 13-ra növelték az utasülések számát.

## Olimpiai változatok

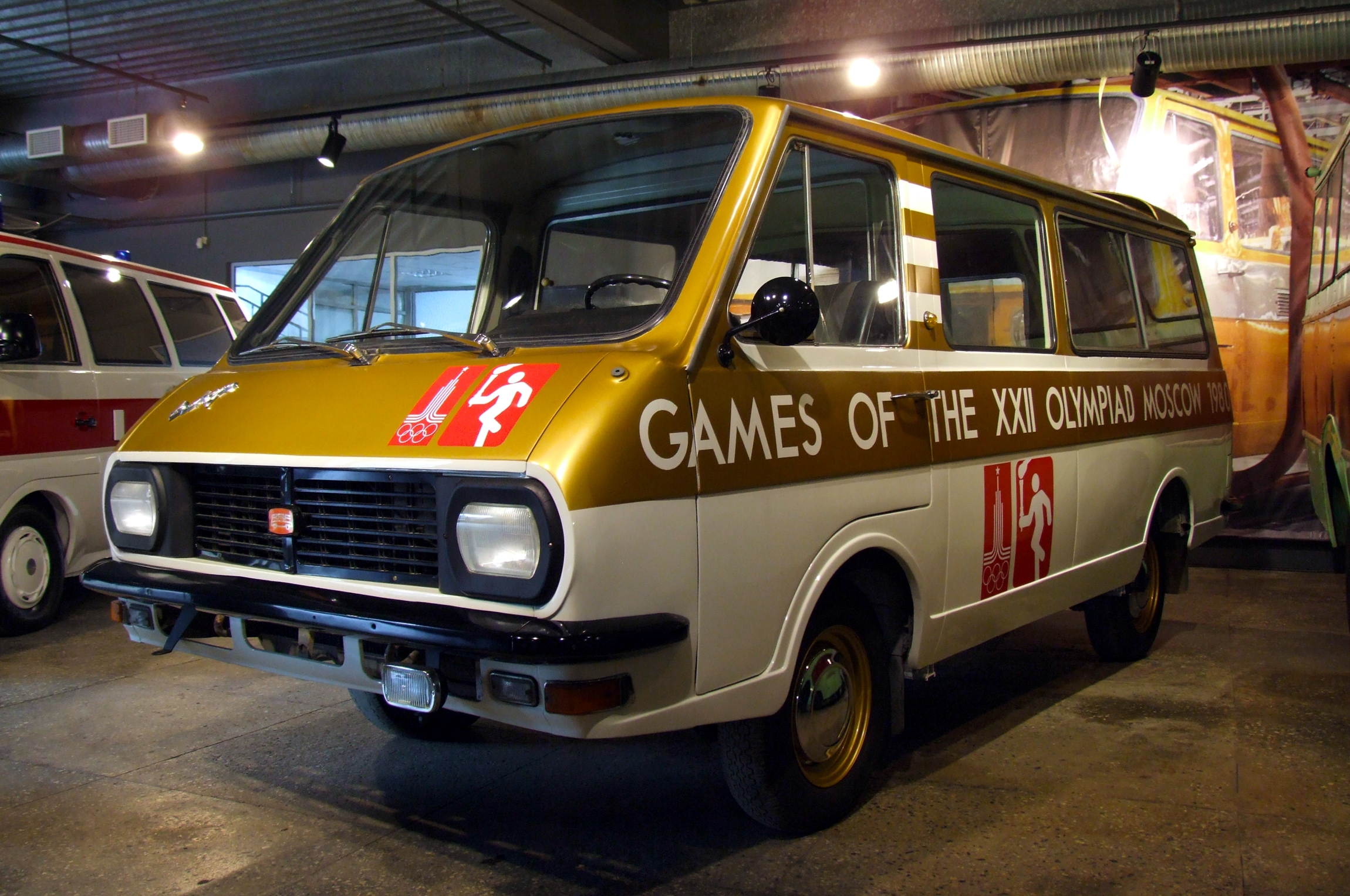
A RAF–2907 olimpiai változat

Az 1980-as moszkvai olimpia előkészítése során a Rigai Autóbuszgyár megbízást kapott több speciális olimpiai változatú mikrobusz elkészítésére. A RAF 1979 és 1980 januárja között hétféle speciális modellt alakított ki. Ezekből összesen kb. 300 darabot készítettel a RAF régi rigai kissorozatú üzemében. A speciális olimpia változatok közé tartozott az olimpiai faluban közlekedő RAF–3407 pótkocsis vontató, készítettek kerékpárszállító járművet, de az egyik legérdekesebb jármű a RAF–2907 volt, melyet az olimpiai láng kísérésére készítettek.
A RAF–2907 légkondicionált utasterében asztalt, két fotelt, hűtőszekrényt és ruhásszekrényt helyeztek el. A jármű hátsó részében egy külön részt alakítottak ki az olimpiai fáklyák tárolására.

## Műszaki jellemzői
A RAF–2203-ba a GAZ–24 Volga négyhengeres, benzinüzemű motorját építették, melyet a Latvija számára ZMZ–2203 jelzéssel gyártott a Zavolzsjei Motorgyár (ZMZ). A 2,445 l hengerűrtartalmú motor maximális teljesítménye 95 LE, melyet 2400 1/perc fordulatszámon ad le. A hengerek furata 92 mm, lökete szintén 92 mm. A motor kompresszióviszonya 8,2.
A jármű elektromos rendszere 12V-os, a negatív test a jármű teste. A motor egy G–250–N1 típusú generátort hajt, a feszültségszabályozó típusa RR–350. A motor SZT–230B típusú elektromos önindítóval van felszerelve. Az elektromos rendszerhez egy 6SZT–60EM akkumulátor tartozik.
A motor AI–93-as benzinnel üzemel, melyből a jármű üzemanyagtartálya 55 litert fogad be. Az üzemanyag-fogyasztás 40 km/h-s sebességnél 12 liter/100 km.
A motor egytárcsás, száraz tengelykapcsolón keresztül kapcsolódik a sebességváltóhoz. A sebességváltó négyfokozatú, mindegyik fokozat szinkronizált.
Az első futómű csavarrugós, független felfüggesztésű, olajcsillapítású lengéscsillapítókkal ellátva. A hátsó futómű merev felfüggesztésű. A hátsó hidat mindkét oldalon egy-egy félelliptikus laprugó kapcsolja a kocsiszekrényhez. A belső csillapítással rendelkező laprugókat további hidraulikus lengéscsillapító egészíti ki hátul is.
A kezdeti sorozatnál mindegyik kerék dobfékkel volt felszerelve. A mellső kerekekre a későbbi sorozatoknál már tárcsaféket szereltek. A kereket abroncsmérete 185R15.

## Értékelése
Korának szovjet mikrobuszaival összehasonlítva kitűnt kényelmes utasterével és modern formájával. Tágas utasterének köszönhetően kedvelt jól megfelelt mentő funkcióban.
Habár a jármű 1979-ben még megkapta a szovjet kiváló termék jelzést (Znak kacsesztva), a gyártás minősége az 1980-as években visszaesett.
Az elöl elhelyezett nehéz motor miatt a jármű tömegeloszlása kedvezőtlen volt, ez rossz menettulajdonságokat eredményezett.
A RAF–2203 egyik legnagyobb hibája a karosszéria alacsony passzív biztonsági szintje volt. A könnyen deformálódó karosszéria ütközésnél nem nyújtott elegendő védelmet a járműben tartózkodóknak. Különösen a járművezető és a jobb első utasülésen ülő volt teljesen védtelen egy frontális ütközésnél.

## Típusváltozatok
- RAF–982–1 – prototípus,
- RAF–982–2 – prototípus,

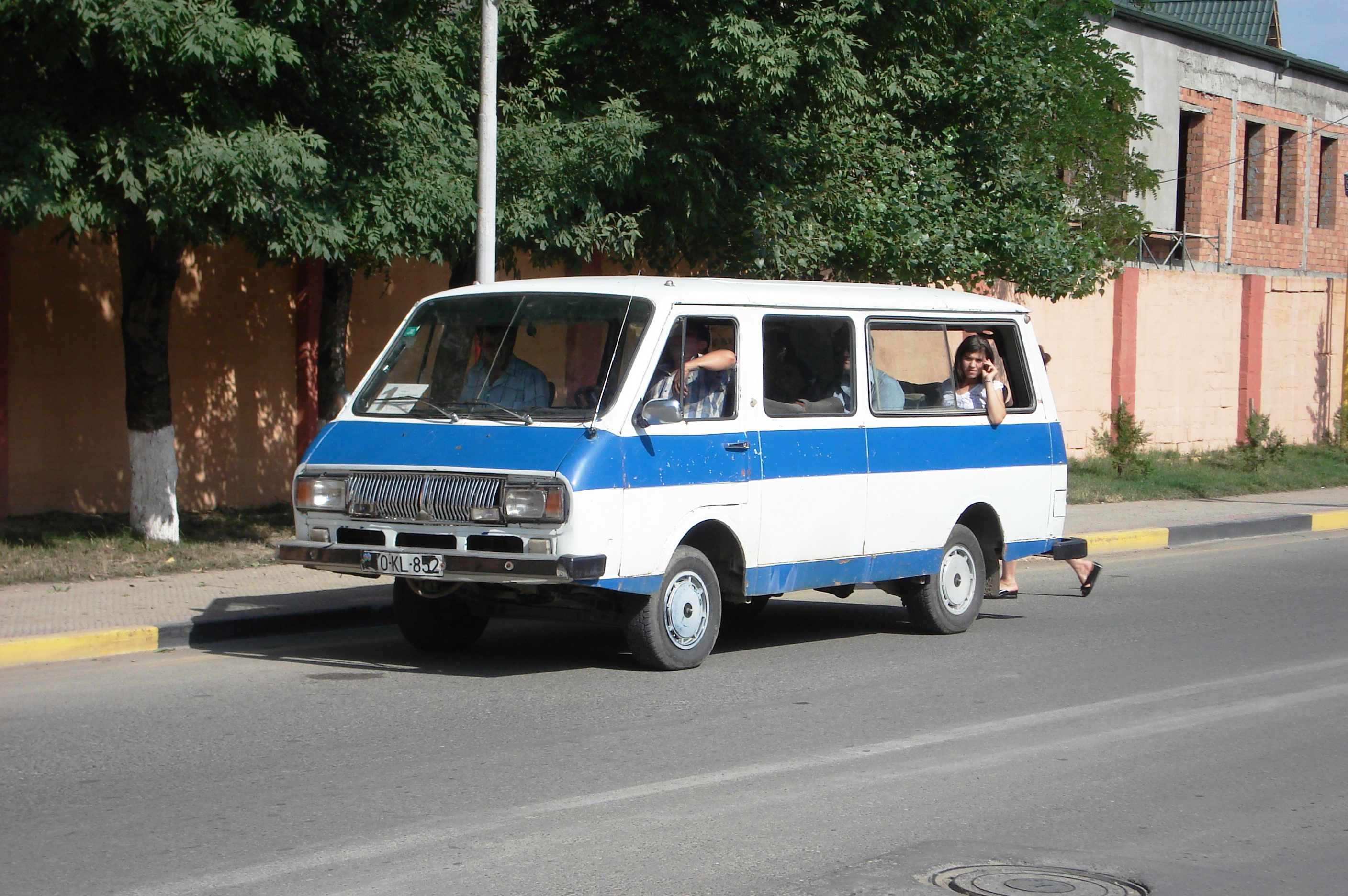
Iránytaxiként használt RAF–2203-as az azerbajdzsáni Qusarban

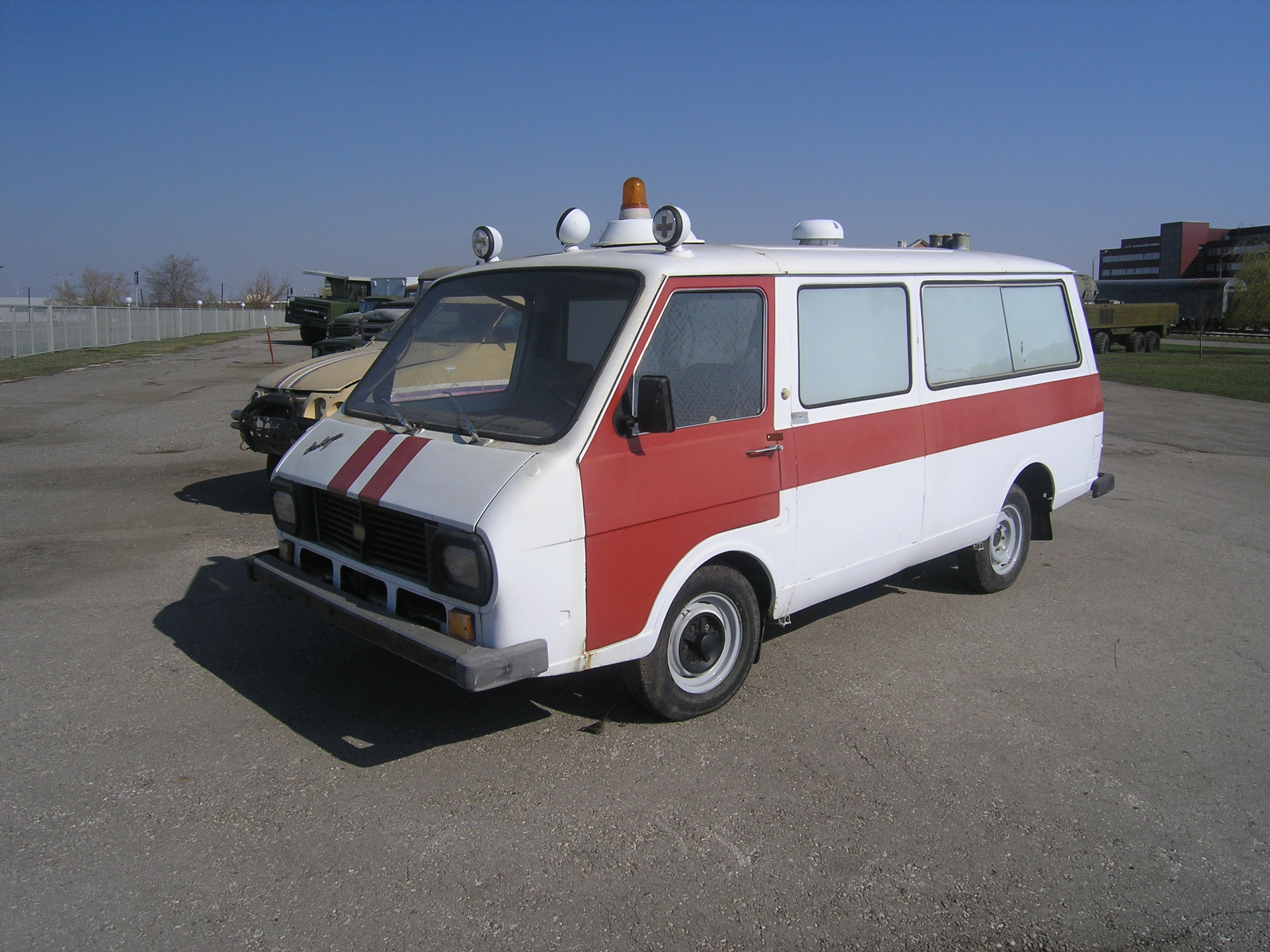
RAF–22031–01 mentő változat

- RAF–2203 – az alapváltozat, melyet 1976–1987 között gyártottak,
- RAF–22031 – Mentőgépkocsi, melyet 1973-tól gyártottak. Az alapváltozat mellett a legnagyobb példányszámban gyártott változat. A járműben két fekvőbeteg (hordágyon) és négyfős egészségügyi személyzet elhelyezésére volt lehetőség. Az utastér ablakai matt fehér réteget kaptak.
- RAF–22032 – Speciálisan iránytaxinak készült változat. Az utasüléseket az utasfülke oldalfalai mentén, annak háttal helyezték el, hogy így nagyobb tér álljon rendelkezésre az utasok le- és felszállásához. Az alapváltozattól eltérően a járműbe ZMZ–24–01 típusú motort szereltek, mely 76-os oktánszámú benzinnel is üzemelt. A típusváltozat első példányain az utasfülke ajtajait a vezető tudta nyitni és zárni. Az utasfülke elrendezése a napi használat során azonban nem vált be, így csak néhány évig gyártották ezt a változatot.
- RAF–22033 – rendőrségi szolgálati jármű, melynek utasterében külön helyet alakítottak ki a rendőrségi kutyák és 2 fő letartóztatott, vagy fogvatartott személy szállítására,
- RAF–22034 – Tűzoltósági szolgálati jármű, melynek utastere 5 fő tűzoltó és azok felszereléseinek elhelyezésére alkalmas. Az utastérben asztalt helyeztek el. A RAF-nál nem gyártották sorozatban, a tűzoltóság különféle javítóbázisain építették át az alapváltozatú RAF–2203-asok felhasználásával.
- RAF–22035 – Vérszállító egészségügyi jármű, melyet 1977-től gyártottak kis példányszámban. Festése megegyezett a mentőjárművekével, de nem kapott megkülönböztető jelzőberendezésekkel (villogó és sziréna). A hátsó ablakai mattított kivitelűek voltak. Az tehertérben két polcrendszer szolgált a hőszigetelt vérszállító konténerek elhelyezésére.
- RAF–22036 – rendőrségi és mentő feladatokra alkalmas speciális jármű, csak egy prototípus készült belőle,
- RAF–22039 – Iránytaxinak készült változat, 1990–1995 között gyártották.
- RAF–33111 – kistehergépkocsi, egysoros üléselrendezésű kabinnal, 1992–1995 között gyártották,
- RAF–3311 – kistehergépkocsi, kétsoros üléselrendezésű kabinnal, 1992–1995 között gyártották.
- RAF–2914 – Sürgősségi mentőgépkocsi, 1989–1994 között gyártották.
- RAF–2915 – Sürgősségi mentőgépkocsi, 1994-től 1996-ig gyártották.
- RAF–2907 – Az 1980-as moszkvai olimpiára készített, az olimpiai láng szállítására és kísérésére szolgáló változat
- TAMRO-RAF – A finn TAMRO vállalattal közösen kifejlesztett mentőgépkocsi. Az egészségügyi berendezéseket a finn vállalat biztosította. Csak kis példányszámban gyártották.

## Műszaki adatok (RAF–2203)

### Geometriai méretek
- Hossz: 4980 mm
- Szélesség: 2035 mm
- Magasság: 1970 mm (terhelés nélkül)
- Tengelytás: 2630 mm
- Keréknyomtáv:
  - Első kerék: 1474 mm
  - Hátsó kerék: 1420 mm

### Tömeg-adatok
- Üres tömeg: 1750 kg
- Teljes tömeg: 2710 kg
  - Terhelés az elülső tengelyen: 1275 kg
  - Terhelés a hátsó tengelyen: 1435 kg

### Motor
- Típusa: ZMZ–2203 négyhengeres, soros, vízhűtéses, négyütemű benzinmotor
- Hengerűrtartalom: 2445 cm³
- Furat: 92 mm
- Löket: 92 mm
- Kompresszió: 8,2
- Porlasztó típusa: K–126G
- Maximális teljesítmény: 70,8 kW (95 LE) 4500 1/perc fordulatszámnál

### Menet-jellemzők
- Legnagyobb sebesség: 120 km/h
- Üzemanyag-fogyasztás: 12 l/100 km (40 km/h-s sebességnél)
- Legkisebb fordulókör-sugár: 5,9 m